# Korinth (regional enhed)
 For alternative betydninger, se Korinth (flertydig). (Se også artikler, som begynder med Korinth)
Korinth (græsk: Κορινθία Korinthía) er en regional enhed der er en del af periferien Peloponnes i Grækenland. Den er beliggende omkring byen Korinth, i den nordøstlige del af halvøen Peloponnes.

## Geografi
Korinth grænser op til Achaea mod vest og sydvest, Korinth-bugten og Attika mod nord, Saroniske Bugt mod øst, Argolis mod syd og Arcadia mod sydvest. Korinth-kanalen, der fører skibstrafik mellem Det Joniske og Det Ægæiske Hav, er omkring 4 km øst for Korinth, der skærer gennem Korinths landtange. Korinth ses i stigende grad som en del af metropolområdet Athen, hvor kommuner som Agioi Theodoroi i den østligste del af den regionale enhed, betragtes som forstæder til Athen. Området omkring Korinth og det vestlige Saronic inklusive den sydøstlige del består af brudlinjer, herunder Korinth-forkastningen, Poseidon-forkastningen og en forkastning, der løber fra Perahcora til Agioi Theodoroi. Korinth østlige kystområder består af græsgange og landbrugsarealer, hvor der dyrkes oliven, druer, tomater og grøntsager. Resten af Korinth er bjergrigt. Dets højeste bjerg er Kyllini mod vest, og den største sø er Stymphalos-søen, (vigtig i græsk mytologi og et fugleresort, beskyttet af Natura 2000) beliggende i sydvest. Klimaet i Korinth har varme somre og milde vintre i kystområderne og noget koldere vintre med lejlighedsvis snefald i bjergområderne.

## Administration
Den regionale enhed Korinth er opdelt i seks kommuner. Disse er (numre som på kortet i infoboksen):
- Korinth ( Korinthos, 1)
- Loutraki-Perachora-Agioi Theodoroi (3)
- Nemea (4)
- Sikyona (6)
- Velo-Vocha (2)
- Xylokastro-Evrostina (5)

### Præfektur
Som en del af Kallikratis-regeringsreformen i 2011 blev den regionale enhed Korinth skabt ud af det tidligere præfektur Korinth (græsk: Νομός Κορινθίας). Præfekturet havde samme territorium som den nuværende regionale enhed. Samtidig blev kommunerne omorganiseret, ifølge nedenstående tabel. 
| Ny kommune                         | Gamle kommuner     | Sæde        |
| ---------------------------------- | ------------------ | ----------- |
| Korinth ( Korinthos )              | Assos-Lechaio      | Korinth     |
| Korinth ( Korinthos )              | Korinth            | Korinth     |
| Korinth ( Korinthos )              | Saronikos          | Korinth     |
| Korinth ( Korinthos )              | Solygeia           | Korinth     |
| Korinth ( Korinthos )              | Tenea              | Korinth     |
| Loutraki-Perachora-Agioi Theodoroi | Agioi Theodoroi    | Loutraki    |
| Loutraki-Perachora-Agioi Theodoroi | Loutraki-Perachora | Loutraki    |
| Nemea                              | Nemea              | Nemea       |
| Sikyona                            | Feneos             | Kiato       |
| Sikyona                            | Sikyona            | Kiato       |
| Sikyona                            | Stymfalia          | Kiato       |
| Velo-Vocha                         | Velo               | Zevgolateio |
| Velo-Vocha                         | Vocha              | Zevgolateio |
| Xylokastro-Evrostina               | Evrostina          | Xylokastro  |
| Xylokastro-Evrostina               | Xylokastro         | Xylokastro  |

### Hovedbyer og byer
De vigtigste byer og byer i Korinth er (iht. 2011 folketælling):
- Korinth 30.176
- Loutraki 13.353
- Kiato 9.812
- Xylokastro 5.715

## Historie
Fra 1833 til 1899 omfattede Korinth-præfekturet Argolis og var kendt som Argolidocorinthia. Det omfattede Hydra, Spetses og Kithira. Argolis sluttede sig til Korinth for at reformere Argolidocorinthia igen i 1909. Fyrre år senere, i 1949, blev præfekturet endeligt adskilt fra Argolis.
I slutningen af 2006 annoncerede præfekten i Korinth at man ville opføre en ny dæmning, der skal placeres 5-7 km syd for Kiato og Sicyon, nær Stimanika, over Elissos-floden. Det vil være det næststørste vandområde (søer, reservoirer) i Korinth. Dæmningen bygges til at modstå jordskælv og naturkatastrofer, herunder oversvømmelser. Den 17. juli 2007 ramte en skovbrand området omkring det historiske Akrokorinth og dets slot.